# Bares notables

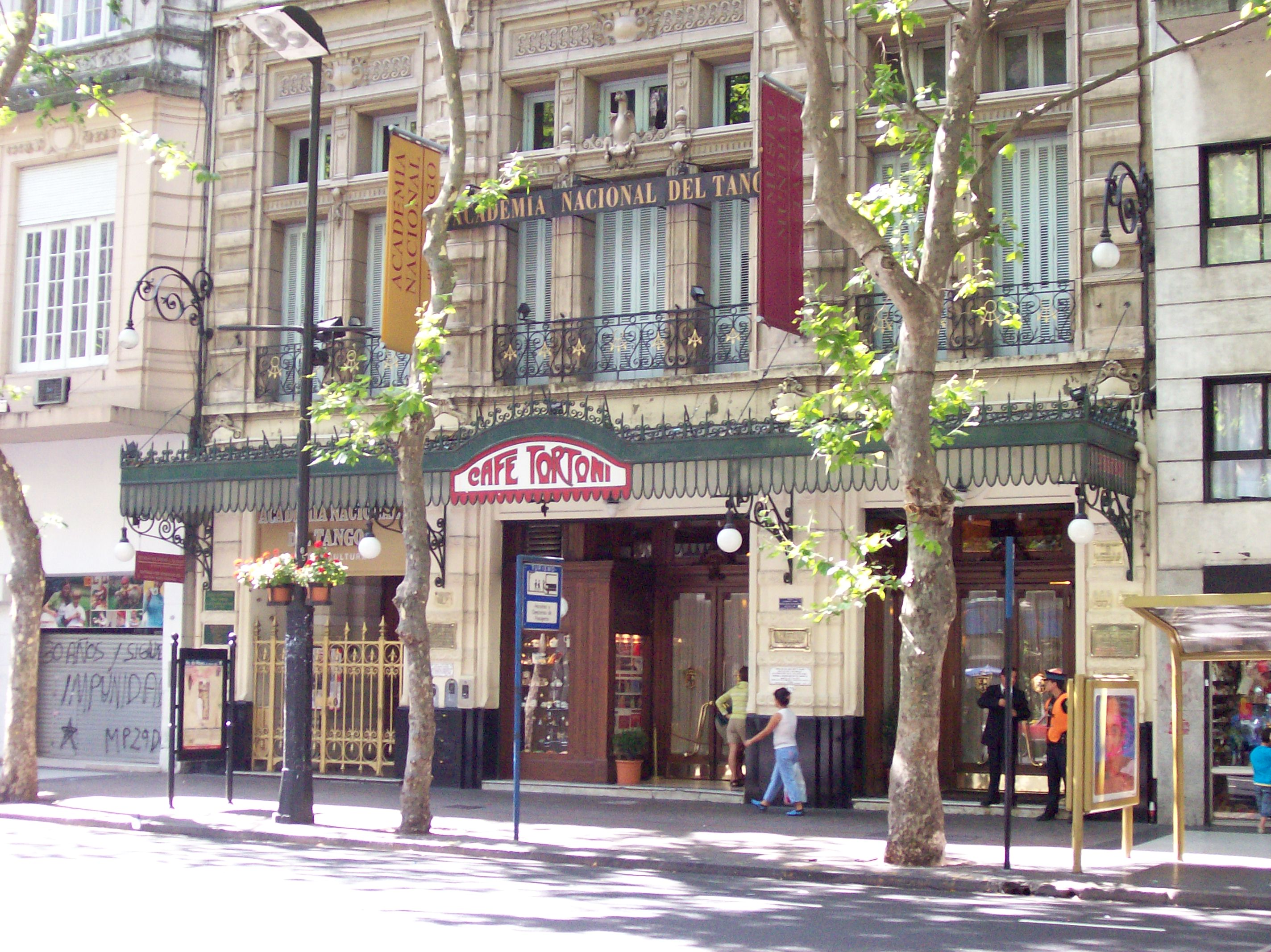
El café Tortoni es uno de los «bares notables» más conocidos y el segundo más antiguo de la ciudad de Buenos Aires: inició sus actividades en 1858.

Los bares notables son 82 bares ubicados dentro de la ciudad de Buenos Aires (Argentina) que tienen como característica el ser los más representativos de la ciudad.
Muchos de ellos han sido oficialmente reconocidos como «patrimonio cultural de la ciudad de Buenos Aires» por su permanencia en el tiempo, por estar vinculados a la historia viva de su gente, por haber contribuido a hechos culturales e históricos relevantes, por su diseño arquitectónico conservado, etc.
La Ley 35 da la siguiente definición de bar notable:

Se considera «bar notable» a aquellos bares, billares o confiterías relacionados con hechos o actividades culturales de significación; aquellos cuya antigüedad, diseño arquitectónico o relevancia local, le otorgan un valor propio.

## Protección oficial
Estos bares son apoyados por programas oficiales del Gobierno de la ciudad de Buenos Aires, que califica como "bares notables" a más de ochenta cafés, billares y confiterías que ―por su antigüedad, valor arquitectónico y cultural― constituyen una de las facetas más importantes del patrimonio histórico porteño y de la cultura propia de la ciudad.

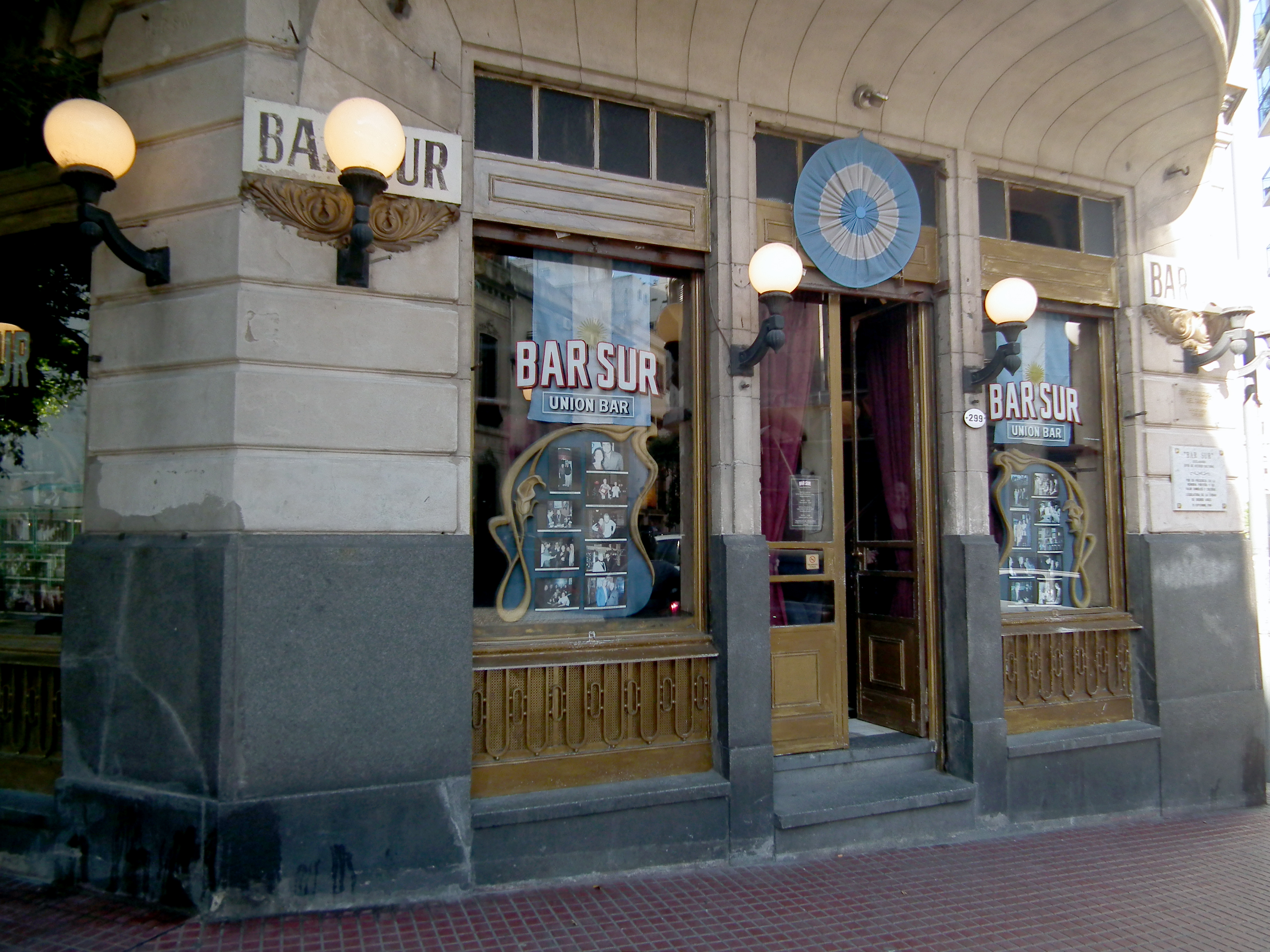
El bar Sur, en el barrio de San Telmo, fue fundado en 1967.

## Características
Estos bares se caracterizan por ser tradicionales, alternativos, de entretenimientos, deportivos o literarios.
Son reconocidos por varios aspectos, sobre todo por la permanencia en el tiempo y en algunos casos por haber tenido como clientes a personajes famosos de la historia de la ciudad.

## Lista de bares notables
Los bares notables se encuentran en varios barrios de la Ciudad de Buenos Aires, mayormente en los barrios más antiguos.

## Bares más antiguos
Entre los más antiguos de los "Bares Notables" se encuentran La Biela (el bar más antiguo funcionando desde el año 1850), el Café Tortoni (segundo más antiguo) y Los 36 Billares, en Avenida de Mayo; La Giralda, en la Avenida Corrientes; el Británico en el Parque Lezama; Bar El Federal, Carlos Calvo y Perú, San Telmo; Las Violetas, en Medrano y Rivadavia y La Academia, en la Avenida Callao.
Algunos bares pasaron a formar parte —oficialmente— del patrimonio cultural de la ciudad. Se consideran notables a aquellos bares, billares o confiterías relacionados con hechos o actividades culturales de significación; aquellos cuya antigüedad, diseño arquitectónico o relevancia local, le otorgan un valor propio.

### Café Tortoni
El Café Tortoni, en Avenida de Mayo 825 y 829 es probablemente el bar donde más concurrencia de famosos se ha producido, entre las notables personalidades que visitaron este bar se encuentran:
Juan de Dios Filiberto,
Carlos Gardel,
Federico García Lorca,
Quinquela Martín,
Luigi Pirandello,
Nalé Roxlo,
Xul Solar y
Alfonsina Storni.

## Galería de imágenes

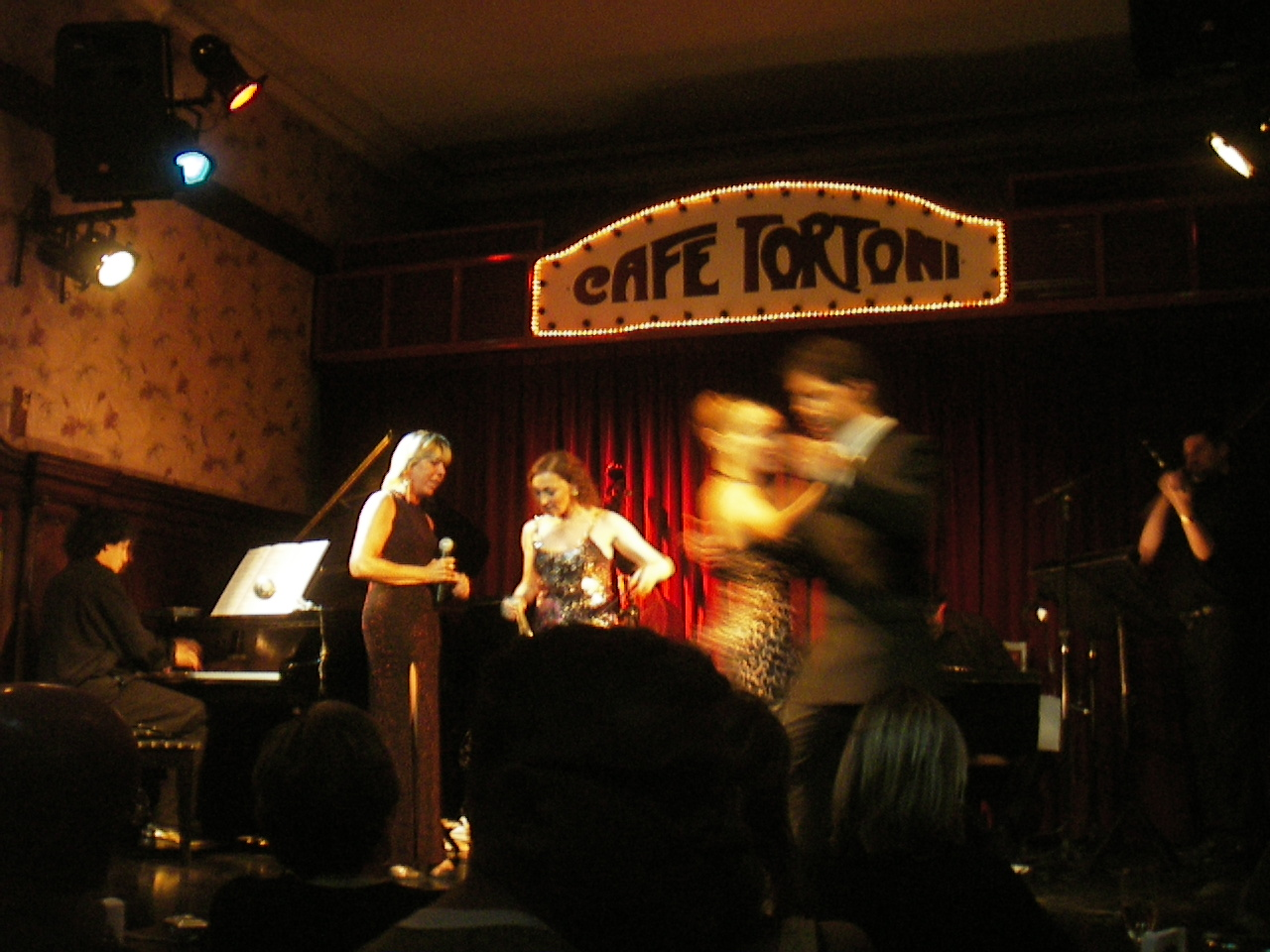
Café Tortoni.
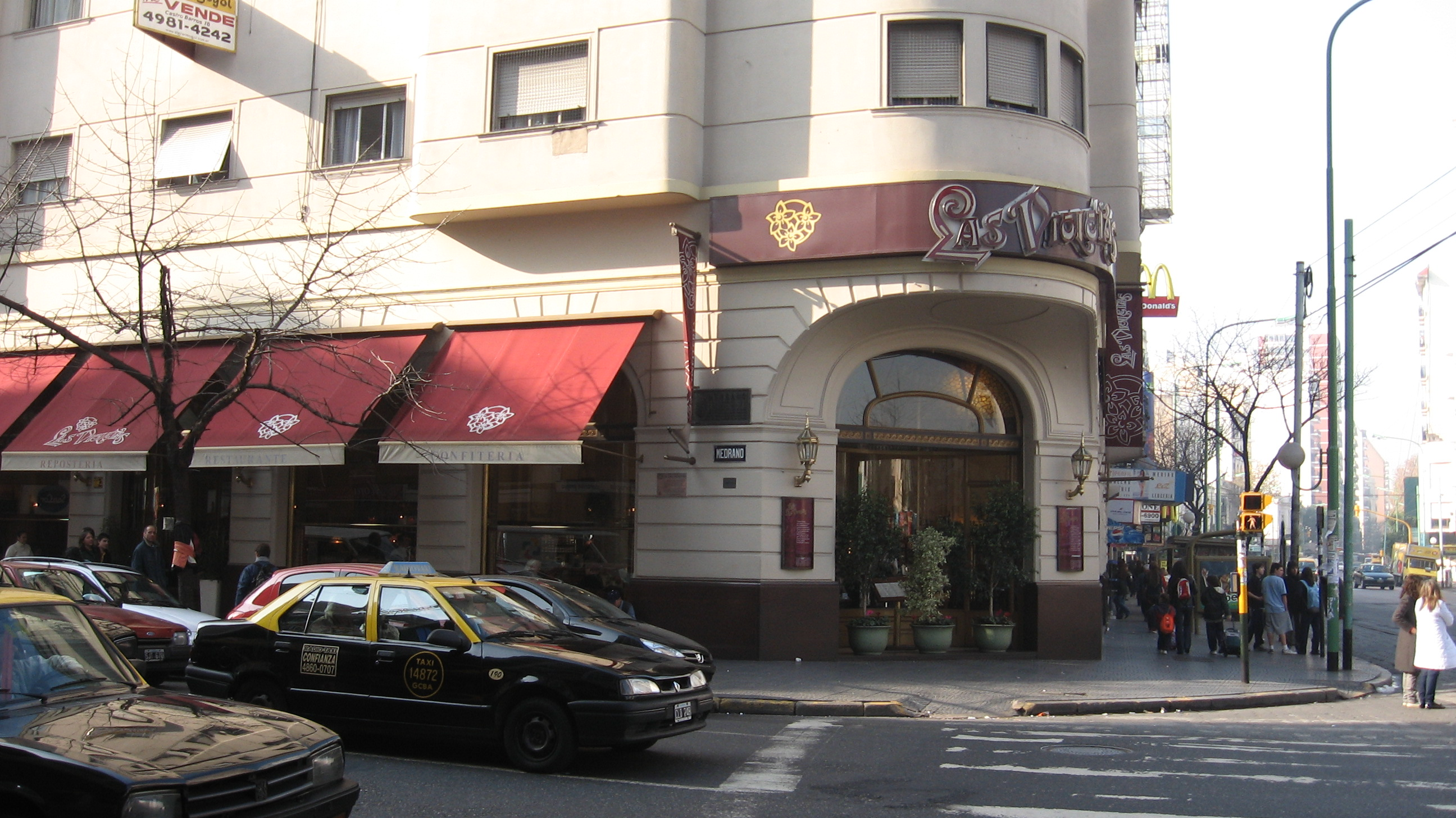
Las Violetas.
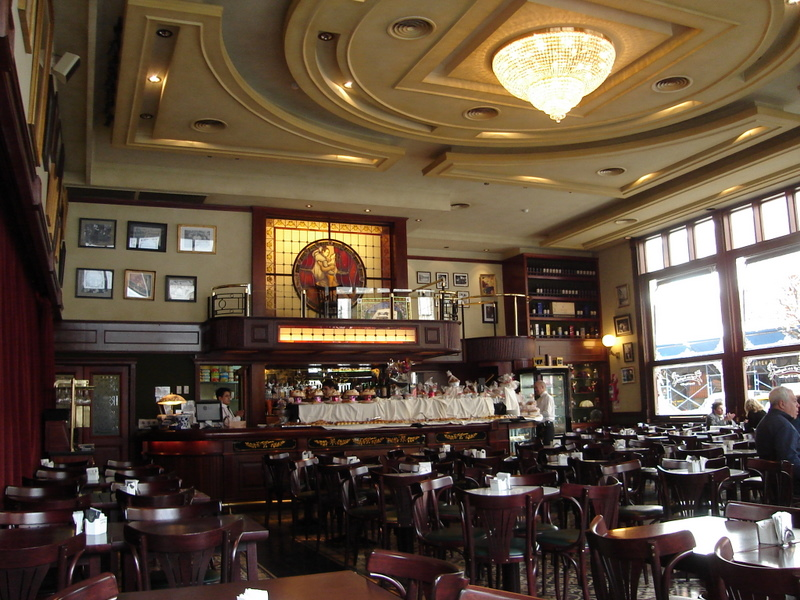
Café de los Angelitos.
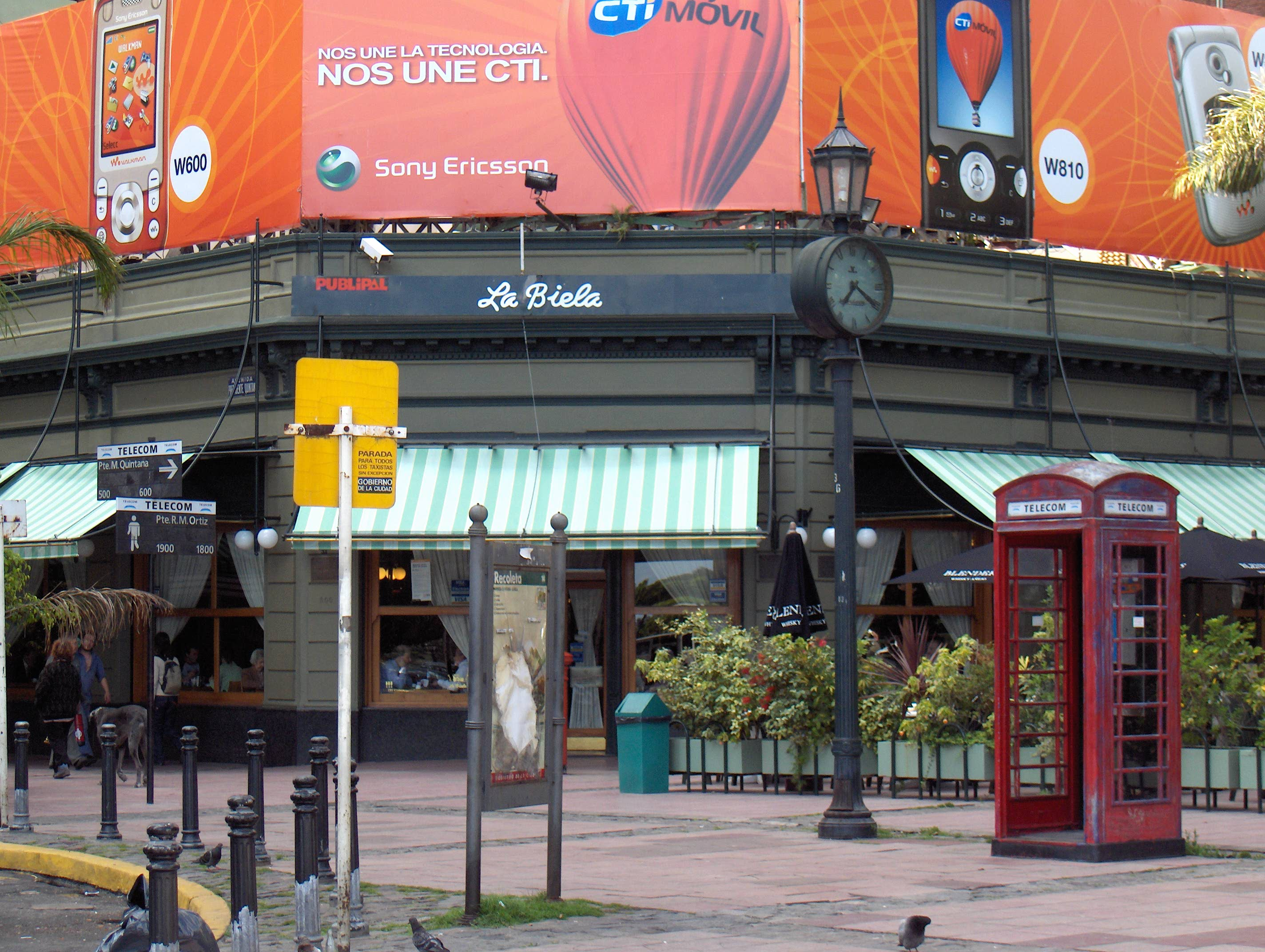
La Biela.
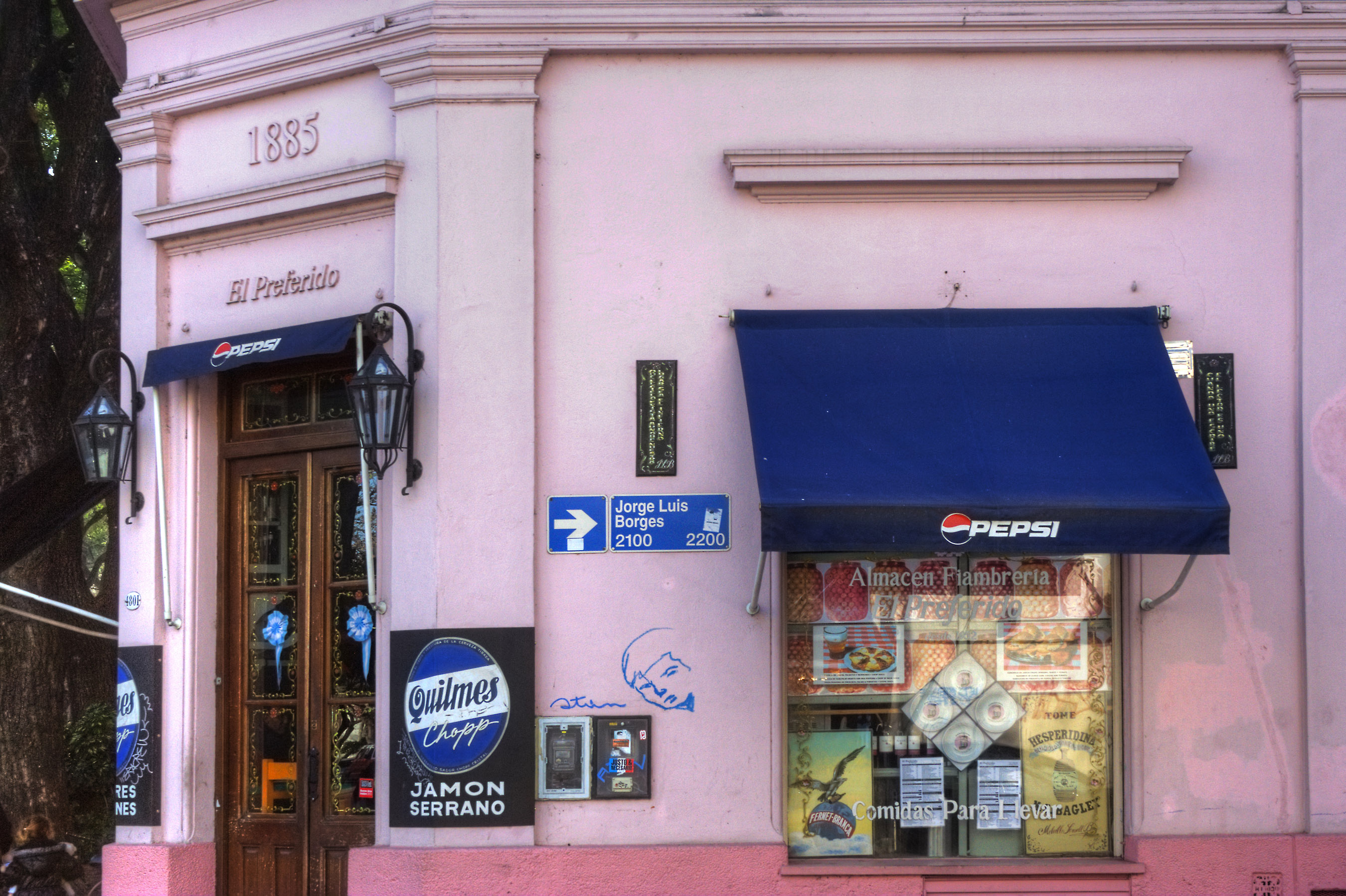
El Preferido de Palermo.
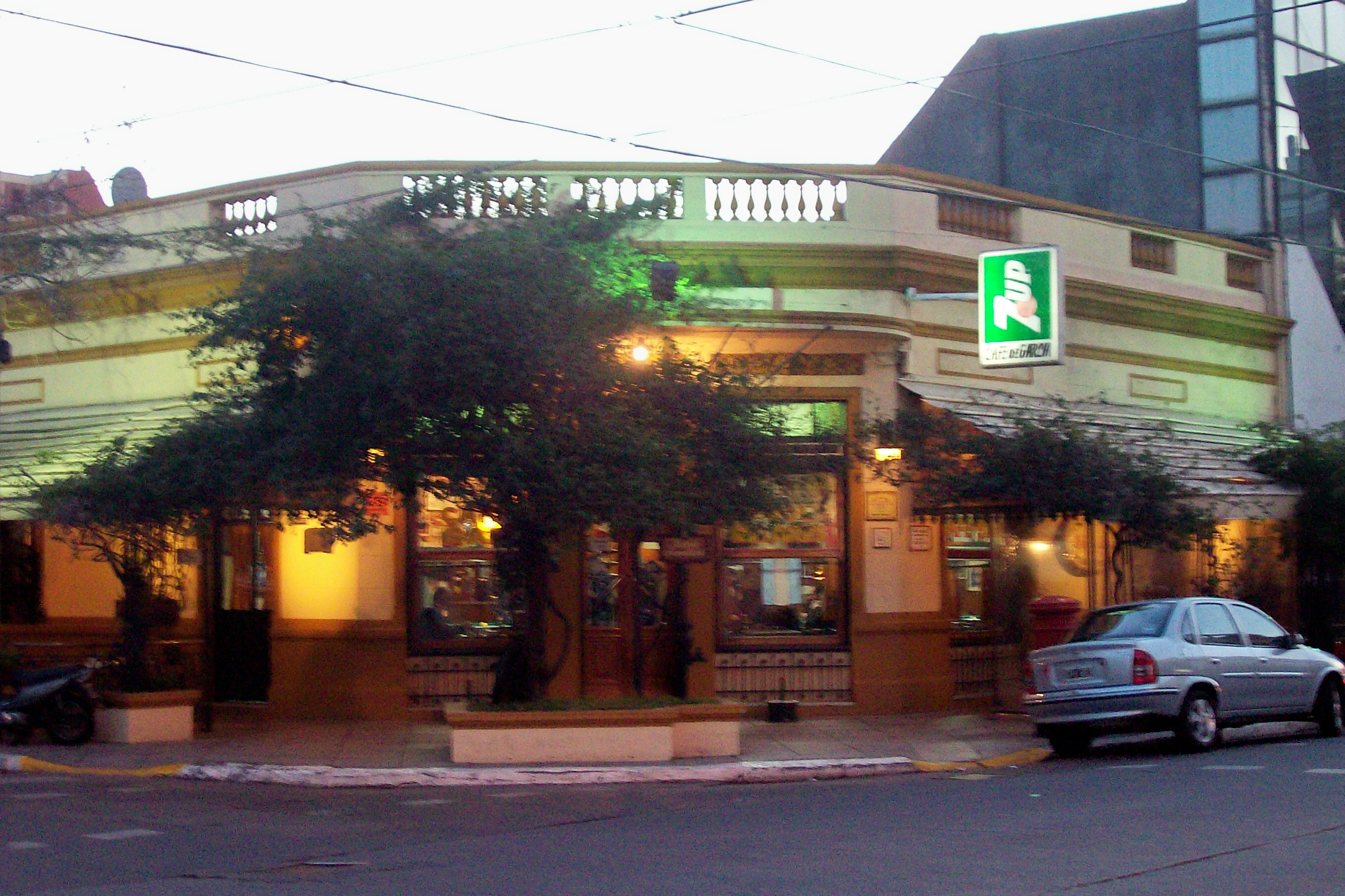
Café de García.
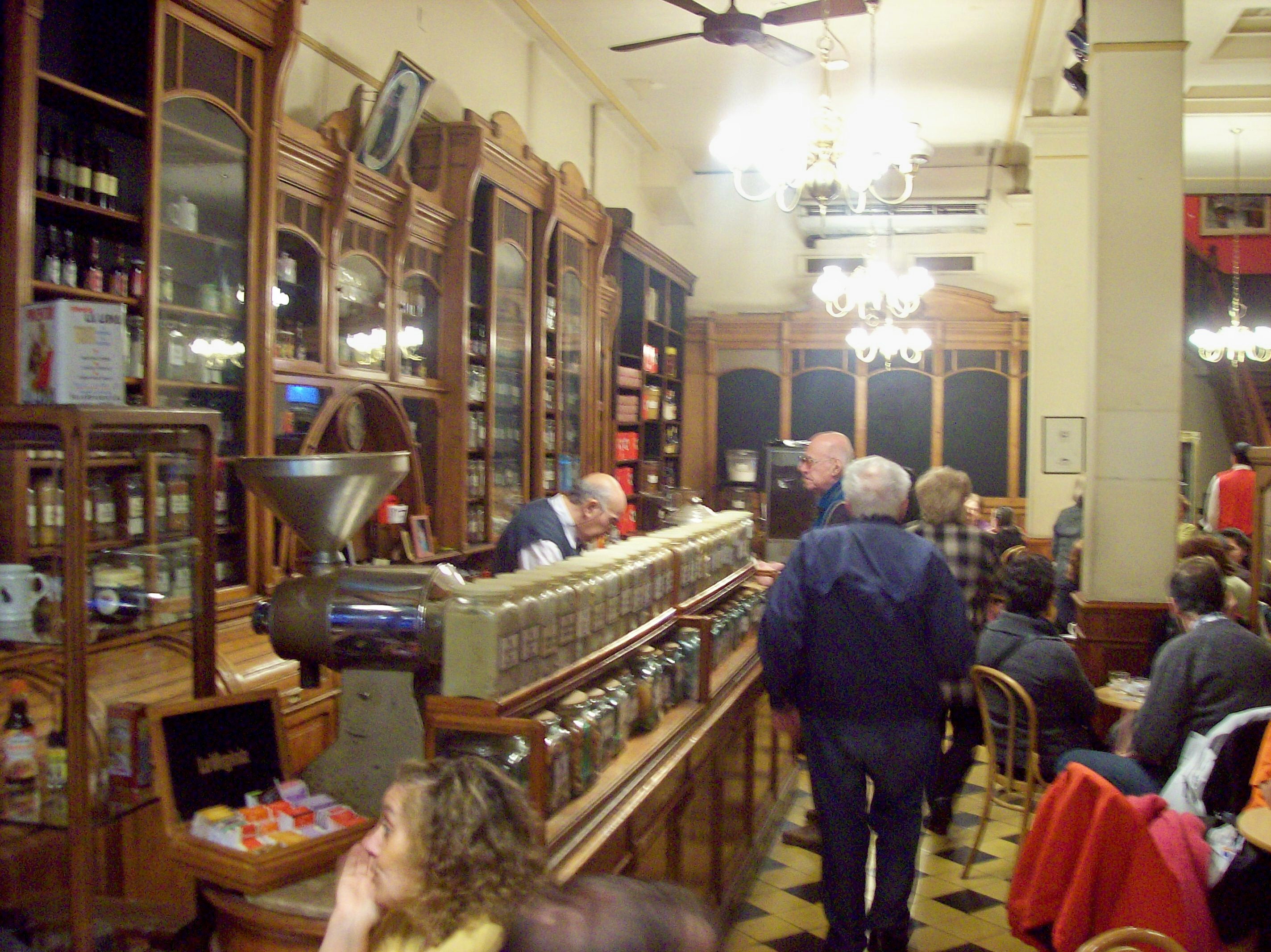
El Gato Negro.
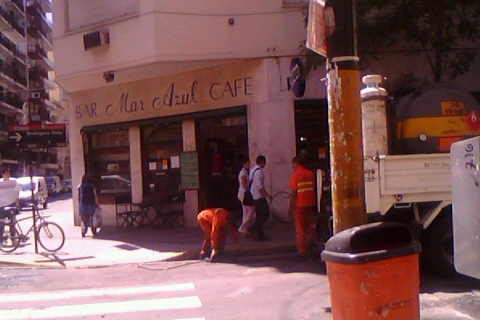
Café Mar Azul.
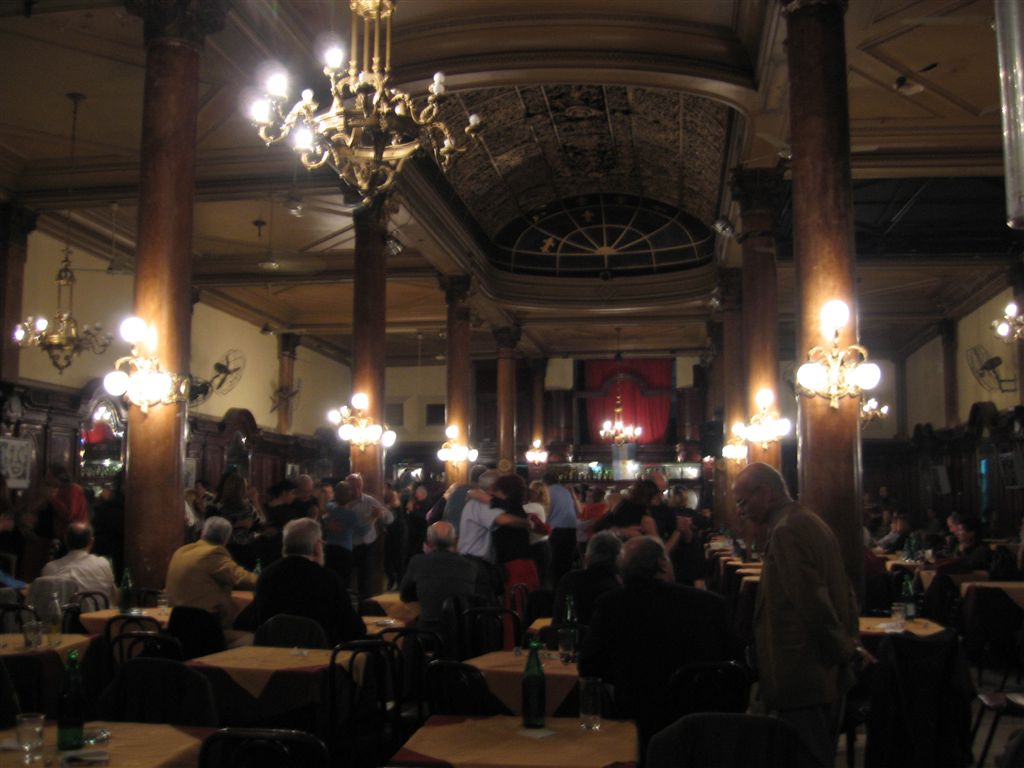
La Ideal.
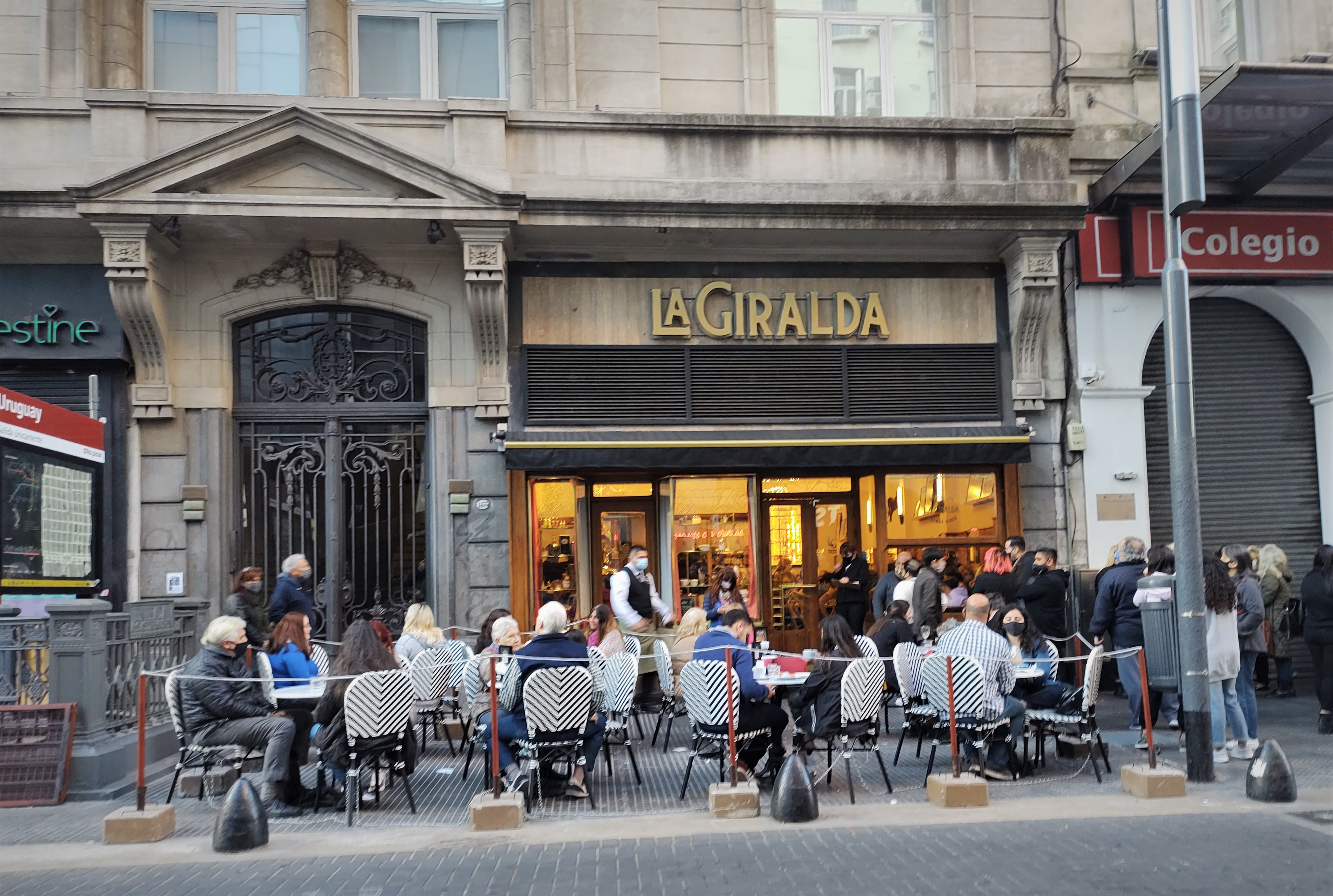
La Giralda.
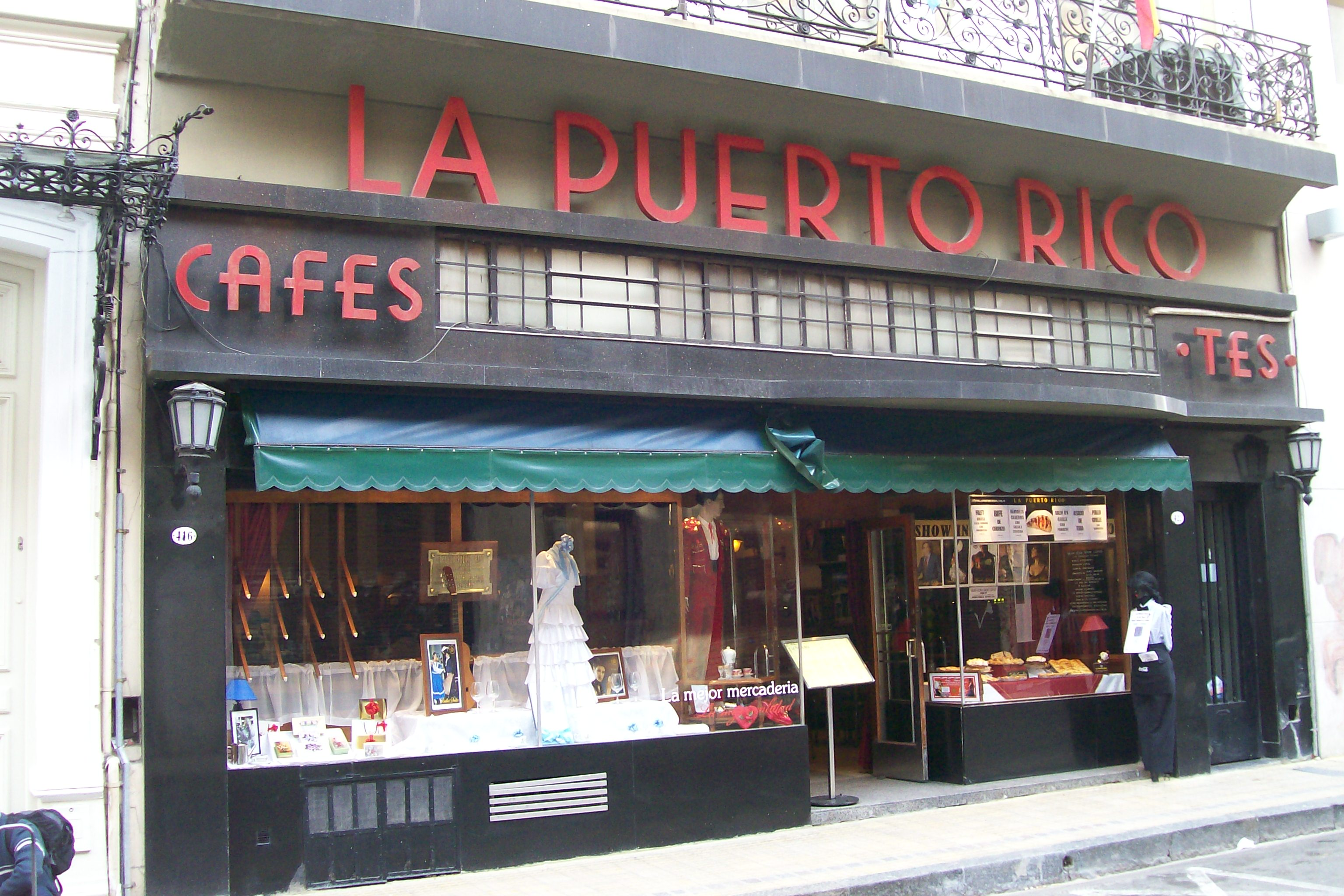
La Puerto Rico.
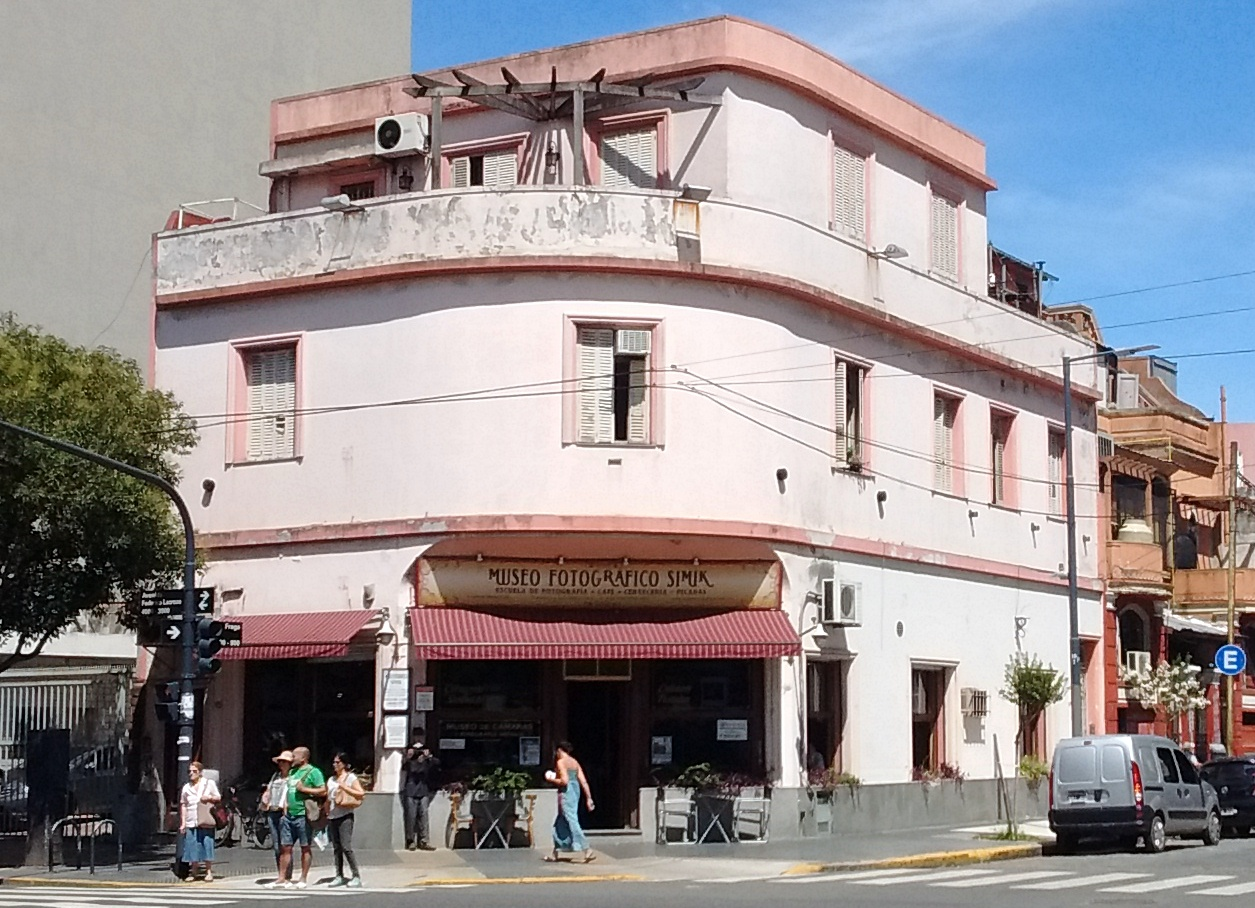
Bar Palacio, que alberga al Museo Simik.